# Kroto Creek
La rivière Kroto Creek est un cours d'eau d'Alaska, aux États-Unis situé dans le borough de Matanuska-Susitna. C'est un affluent de la rivière Deshka, elle-même affluent de la Rivière Susitna.

## Description
Elle prend sa source dans le lac Kroto et coule en direction du sud vers Moose Creek pour former la rivière Deshka à 90 milles (145 km) d'Anchorage.
Son nom a été référencé en 1954 par l'Institut d'études géologiques des États-Unis. Il provient du nom d'un village indien situé à son embouchure.

## Sources
- (en) « Kroto Creek », Geographic Names Information System